# كريستين مايو
كريستين مايو (بالإنجليزية: Christine Mayo)‏ هي ممثلة أمريكية، ولدت في 1883، وتوفيت في 1961.

## أعمال

### أفلام
- (1918) بيت الفرح

## وصلات خارجية
- كريستين مايو على موقع IMDb (الإنجليزية)
- كريستين مايو على موقع أول موفي (الإنجليزية)
- كريستين مايو على موقع كينوبويسك (الروسية)